# Canajoharie
Ne doit pas être confondu avec Canajoharie (village, New York).
Canajoharie (prononcé en anglais [kænədʒoʊˈhæri]) est une ville américaine située dans le comté de Montgomery, dans l’État de New York. Sa population s’élevait à 3 730 habitants lors du recensement de 2010.

## Source
- (en) Cet article est partiellement ou en totalité issu de l’article de Wikipédia en anglais intitulé « Canajoharie, New York » (voir la liste des auteurs).